# Belhaven
Belhaven é uma cidade  localizada no estado norte-americano de Carolina do Norte, no Condado de Beaufort.

## Demografia
Segundo o censo norte-americano de 2000, a sua população era de 1968 habitantes. 
Em 2006, foi estimada uma população de 1998, um aumento de 30 (1.5%).

## Geografia
De acordo com o United States Census Bureau, a localidade tem uma área de 4,9 km², dos quais 3,9 km² cobertos por terra e 1,0 km² cobertos por água. Belhaven localiza-se a aproximadamente 1 m acima do nível do mar.

## Localidades na vizinhança
O diagrama seguinte representa as localidades num raio de 36 km ao redor de Belhaven. 